# Сяошань (аэропорт)
Международный аэропорт Ханчжоу-Сяошань (ИАТА: HGH, ИКАО: ZSHC) — является основным аэропортом, обслуживающим Ханчжоу, крупный город в районе дельты реки Янцзы и столицу провинции Чжэцзян, Китай. Аэропорт расположен на южном берегу реки Цяньтан в районе Сяошань и находится в 27 километрах к востоку от центра города Ханчжоу. Аэропорт спроектирован архитектурной компанией Aedas в 1997 году, запущен в 2000 году.
Обслуживает направления по всему Китаю, а также международные направления в основном в восточной и юго-восточной Азии. Помимо этого осуществляются рейсы в Африку, Европу и Южную Азии. Аэропорт служит хабом для авиакомпаний Air China, China Eastern Airlines, China Southern Airlines, Hainan Airlines и Xiamen Airlines.
В 2017 году аэропорт Ханчжоу обслужил 35 570 411 пассажиров и занял 10-е место по пассажиропотоку в Китае. Кроме того, аэропорт занял 6-е место в стране по количеству грузов с показателем 589 461,6 тонн и был 9-м самым загруженным аэропортом страны по количеству взлётов/посадок — 271 066.

## История
Аэропорт планировалось построить в три этапа. Первый этап строительства начался в июле 1997 года и был завершен открытием авиа сообщения 30 декабря 2000 года. Он заменил старый аэропорт Ханчжоу Цзяньцяо, который представлял собой гражданский и военный аэродром двойного назначения. В марте 2004 года аэропорт официально стал международным, после того как иммиграционные и таможенные объекты были построены и введены в эксплуатацию.
KLM запустил первый межконтинентальный воздушный маршрут из Ханчжоу в Амстердам 8 мая 2010 года.
Вечером 9 июля 2010 года аэропорт был закрыт на час, когда был обнаружен неопознанный летающий объект. Авиадиспетчерская служба не смогла обнаружить его на радаре и предусмотрительно приостановила полёты. Восемнадцать рейсов были отменены или перенаправлены в другие аэропорты Китая. Авиасообщение было возобновлено через четыре часа, однако инцидент привлёк внимание китайских СМИ и вызвал бурю спекуляций относительно происхождения НЛО.

## Инфраструктура
Первая фаза строительства аэропорта затронула площадь 29,4 кв. км. Его пропускная способность составляла порядка восьми миллионов пассажиров и 110 000 тонн грузов в год. Аэропорт располагал одной взлётно-посадочной полосой 3600 метров длиной и 45 метров шириной. Пассажирский терминал мог принимать 3600 пассажиров в час и имел площадь 100 000 квадратных метров (включая подземную парковку на 22 000 квадратных метров). Имел 36 выходов на посадку, в том числе 12 на международной стороне терминала. Зал вылета был рассчитан на 2900 мест.
Средства обслуживания сертифицированы для проведения B-Check на всех типах самолётов и C-Check на самолётах Boeing 737 и Boeing 757.
Второй этап проекта расширения аэропорта начался 8 ноября 2007 года. Он включал международный терминал, второй внутренний терминал и новую взлётно-посадочную полосу. Международный терминал был завершён 3 июня 2010 года. Терминал имеет восемь воздушных мостовых ворот, один из которых может обслуживать Airbus A380. Все международные рейсы, включая рейсы в Гонконг, Макао и Тайвань, отправляются из этого терминала. Оригинальный терминал обслуживает исключительно внутренние рейсы. Все остальные постройки были завершены, и работы начались 30 декабря 2012 года.
Новая взлётно-посадочная полоса составляет 3 400 метров в длину и 60 в ширину, и способна принимать Airbus A380. Новый внутренний терминал (T3) имеет 90 стоек регистрации. Во всех общественных местах терминала есть бесплатный WIFI. С добавлением нового пассажирского терминала аэропорт теперь имеет общую площадь терминалов 370 000 квадратных метров и позволит аэропорту обслуживать 8520 пассажиров в час пик и 32,5 миллиона пассажиров ежегодно.
Штаб-квартира авиакомпании Loong Air находится в здании офиса Loong Air (长龙航空办公大楼) на территории аэропорта.

## Наземный транспорт

### Автобус до аэропорта
Автобусная сеть связывает аэропорт с пунктами по всей провинции Чжэцзяну и Цзянсу.
Автобусы в / из центра города Ханчжоу начинаются / заканчиваются в билетной кассе на улице Тиючан с промежуточными остановками между ними.

### Рельсовый
В настоящее время нет метро или железнодорожных линий, которые бы обслуживали аэропорт. Однако две линии метро Ханчжоу: линия 1 и линия 7, обе из которых будут соединять аэропорт с центром города, в настоящее время находятся в стадии строительства и, как ожидается, будут введены в эксплуатацию к 2020 и 2021 году соответственно.